# Mistrovství Asie a Oceánie v ledním hokeji do 18 let 1994
Mistrovství Asie a Oceánie v ledním hokeji do 18 let 1994 byl jedenáctý asijský U18 turnaj v ledním hokeji. Konal se od 20. do 26. března 1994 v Pekingu v Číně. Turnaje se zúčastnilo pět družstev, která hrála jednokolově každé s každým. Vítězství z předchozího roku zopakovali junioři Kazachstánu před juniory Jižní Koreje a juniory Japonska, když o druhém místě rozhodl při vzájemné remíze s tejném počtu bodů rozdíl skóre ze všech zápasů.

## Výsledky
|    |             | Kazachstán | Jižní Korea | Japonsko | Čína | Austrálie | V | R | P | VG | OG  | B |
| 1. | Kazachstán  | ***        | 5:1         | 11:1     | 9:1  | 41:0      | 4 | 0 | 0 | 66 | 3   | 8 |
| 2. | Jižní Korea | 1:5        | ***         | 8:8      | 5:3  | 28:0      | 2 | 1 | 1 | 42 | 16  | 5 |
| 3. | Japonsko    | 1:11       | 8:8         | ***      | 6:4  | 27:0      | 2 | 1 | 1 | 42 | 23  | 5 |
| 4. | Čína        | 1:9        | 3:5         | 4:6      | ***  | 18:0      | 1 | 0 | 3 | 26 | 20  | 2 |
| 5. | Austrálie   | 0:41       | 0:28        | 0:27     | 0:18 | ***       | 0 | 0 | 4 | 0  | 114 | 0 |